# Isidro Baptista
Isidro Baptista (São Domingos de Carmões, 17 de Setembro de 1929 - Lisboa, 1979), de seu nome completo Isidoro de Morais Baptista, foi um popular acordeonista português.

## Biografia
Natural de São Domingos de Carmões, no concelho de Torres Vedras, filho de Izidoro Baptista de Carvalho e de Augusta Matias Morais, cedo aprendeu a tocar acordeão com o seu pai, alcançando uma virtuosidade que lhe permitiu tornar-se compositor, estendendo a sua música de norte a sul de Portugal e alcançando a fama por todo o país nas décadas de 60 e 70. A sua brilhante carreira foi abruptamente interrompida pela sua morte, por embolia pulmonar, em 1979.

## Obra
Foi autor de muitas melodias, algumas das quais bastante famosas durante as décadas de 1960 e 1970. O tango, o pasodoble e a música folclórica encontram-se entre os estilos mais usados na suas composições. O "Corridinho", o "Vira", o "Saltadinho" e o folclore subordinado ao tema das corridas de touros são os registos mais presentes nas suas gravações, que muitas vezes se referem a uma região ou cidade portuguesa específica.
Entre as suas obras ocupam lugar de destaque, "Rosas Brancas" (letra do poeta popular José Guimarães), "Tulipas Vermelhas" (1966) e a famosa "História do Mudo", uma popular brincadeira musical na sua altura e conhecida ainda hoje. Editou as suas composições, bem como interpretações em acordeão de melodias famosas como "Lá vai Lisboa" de Raul Ferrão através de discos de vinil em formato EP e LP pela editora discográfica Orfeu, pela Estoril, pela Vitoria e pela Alvorada.
As partituras de sete das suas obras estão publicadas nos volumes 9, 10, 12, 14 e 17 da colecção de livros intitulada "Melodias de Sempre", publicada por Manuel Pereira Resende. Esta publicação de 1997 e 1998, encontra-se no Catálogo da Fonoteca Municipal de Lisboa e nela figuram outros músicos de renome como Eugénia Lima, José Cid e Paulo Gonzo.
Em 2000, três das obras de Isidro Baptista foram editadas pela Movieplay na compilação "Tangos Portugueses", pertencente à colecção Clássicos da Renascença.
Em 2002, duas das suas obras foram editadas em CD como parte integrante dos volumes 1 e 3 de "A Festa do Acordeão" uma colecção em 3 CD com música de vários artistas do acordeão.

## Obras publicadas
Colecção "Melodias de Sempre"
- Corridinho Tirolês[8]
- Nossa Terra Em Festa[9]
- Se Vens Com Deus[10]
- Corridinho De Alenquer[10]
- Tourada Na Malveira[11]
- De Mãos Dadas[11]
- Tango Dos Namorados[12]

## Discografia seleccionada

### LPs
- O Mudo e a Jovem SB 1147 Orfeu
- Touradas em Samora Correia SB 1107 Orfeu
- Esta Noite é de Folia SB 1228 Orfeu
- Folclore LP-S-04-85 Alvorada[4]

### EPs
- Meu Coração em Acordeon VEP 0015 Vitória
- Portugal Terra de Navegadores ATEP 6284 Orfeu
- O Mudo e a Jovem ATEP 6757 Orfeu
- Rosas Brancas ATEP 6150 Orfeu
- Marchas Militares ATEP 6669 Orfeu
- TANGOS - Tulipas Vermelhas ATEP 6238 Orfeu
- Saltadinho Algarvio MS 1046 Estoril[4]
- Festa Brava em Santarém ATEP 6138 Orfeu
- Vira, Arraial Minhoto ATEP 6139 Orfeu
- Corridinho de Portimão ATEP 6044 Orfeu

### Compilações
- Clássicos da Renascença - Tangos Portugueses - (CD, 2000) - Faixas nº 1 "Rosas Brancas", nº6 "Tulipas Vermelhas" e nº 14 "Tango dos Namorados"
- A Festa do Acordeão Vol. 1 - (CD, 2002) - Faixa nº 13 "Corridinho de S. Domingos de Carmões"
- A Festa do Acordeão Vol. 3 - (CD, 2002) - Faixa nº 8 "Olé! Campo Pequeno!"